# 仁川登陆作战纪念馆
仁川登陆作战纪念馆是一座为纪念朝鲜战争期间的聯合國軍登陆作戰而建造的紀念館，位于韓國仁川廣域市延壽區玉蓮洞，為有代表性的旅游景點。